# Hexafluorure de radon
L'hexafluorure de radon est un composé chimique de formule RnF6. C'est une molécule théorique qui n'a jamais été synthétisée et qui devrait être encore moins stable que le difluorure de radon RnF2, avec une géométrie octaédrique.